# Veterans Memorial Stadium
Il Veterans Memorial Stadium è il principale stadio di calcio delle Samoa Americane. È utilizzato per il campionato nazionale ed ospita le partite della Nazionale. Attualmente è usato sia per il calcio sia per il rugby a 13, e anche per lo sport più popolare sull'isola, ovvero il football americano.